# 6470 Олдрін
6470 Олдрін (1982 RO1, 1989 UU2, 6470 Aldrin) — астероїд головного поясу, відкритий 14 вересня 1982 року.
Тіссеранів параметр щодо Юпітера — 3,592.